# Giuramento della Pallacorda
(L'invito di Jean Sylvain Bailly ai colleghi dinanzi ai cancelli di Versailles chiusi per ordine di Luigi XVI.)

Jacques-Louis David, Il giuramento della Pallacorda, 1791

Il giuramento della Pallacorda fu un patto stipulato il 20 giugno 1789 in Francia. 
Immediatamente dopo la seconda riunione degli Stati Generali a Versailles il 5 maggio 1789, le delegazioni di nobiltà e clero si opposero alle proposte di procedura elettorale avanzate dal terzo stato che, essendo il gruppo più numeroso, con il sistema del voto per testa si sarebbe assicurato la maggioranza.
Dopo sei settimane di stallo i rappresentanti del terzo stato il 17 giugno si proclamarono Assemblea nazionale, attribuendosi il potere esclusivo di legiferare in materia fiscale.

Il 20 giugno 1789 il re ordinò la chiusura della sala dove si riuniva abitualmente l'Assemblea (una sala dell'Hôtel des Menus-Plaisirs a Versailles) con il pretesto di eseguirvi dei lavori di manutenzione, cercando in questo modo di impedire qualsiasi riunione. Su proposta del deputato Joseph-Ignace Guillotin tutti si spostarono in una vicina sala adibita al gioco della pallacorda, presso l'attuale 1 Rue du Jeu de Paume; mentre il presidente dell'assemblea, l'astronomo Jean Sylvain Bailly si preoccupò di avvisare i colleghi di spostarsi. 
Una volta entrati, qualcuno offrì una sedia a Bailly il quale, invece di accettarla, si pose sopra ad un tavolo, rifiutando di sedersi mentre l'Assemblea si stava riunendo. Fu Bailly, da presidente dell'Assemblea, a proporre il famoso giuramento, ricordato come Giuramento della pallacorda - scritto da Jean-Baptiste-Pierre Bevière - e fu anche lui il primo a pronunciarlo e a sottoscriverlo.  Tutti lo imitarono, firmando il documento, e giurando solennemente «di non separarsi mai e di riunirsi ovunque le circostanze l'avrebbero richiesto, fino a che non fosse stata stabilita e affermata su solide fondamenta una Costituzione per il regno francese». Ci fu un'unica eccezione, Joseph Martin-Dauch, deputato di Castelnaudary, che non giurò e si oppose apponendo la scritta "avversario" accanto alla sua firma. Bailly tentò di ottenere da Martin-Dauch una ritrattazione, ma senza successo.
Successivamente molti rappresentanti del basso clero (sensibili ai problemi dei contadini) dalle idee illuministe si unirono all'Assemblea nazionale il 9 luglio 1789.

## Testo ufficiale del giuramento

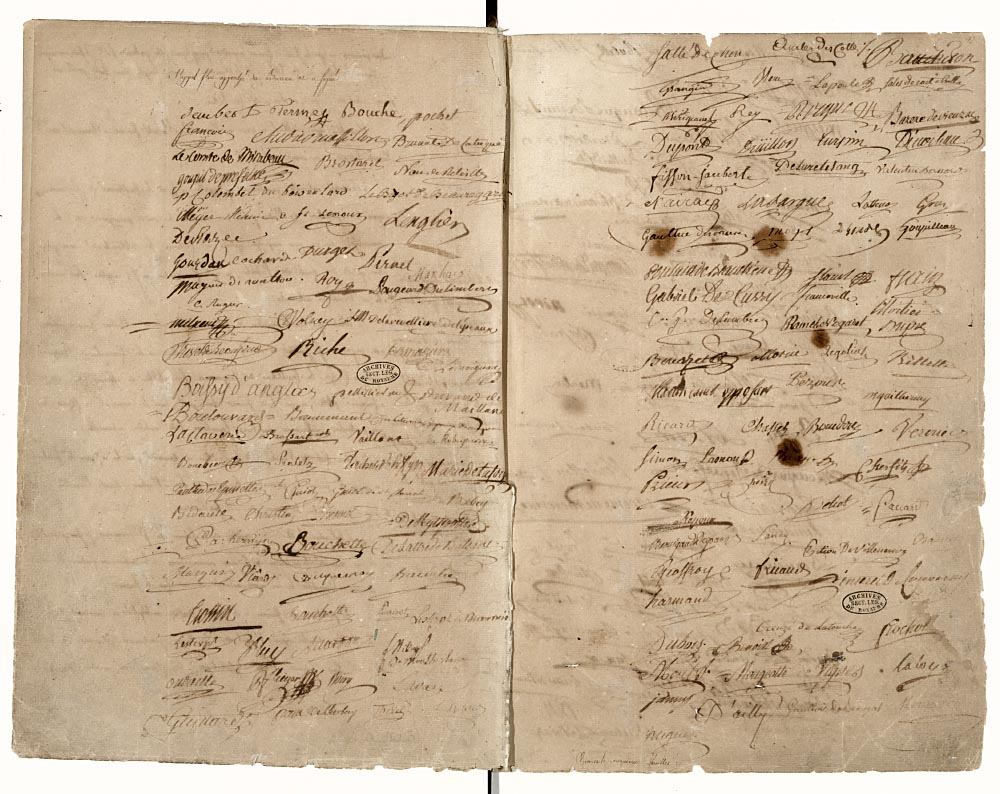
Processo verbale della prestazione del giuramento della pallacorda: firme (Archivi nazionali - AE-I-5)
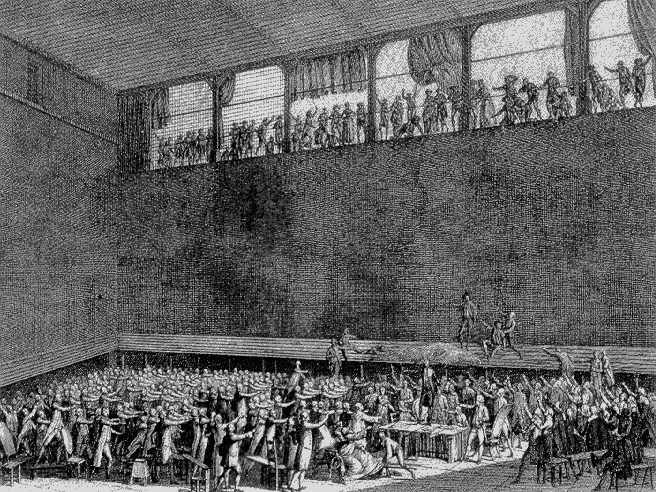
Pierre-Gabriel Berthault, Giuramento al Gioco della Pallacorda, da Les Tableaux historiques de la Révolution française

Jean-Baptiste-Pierre Bevière (1723-1807) fu l'autore del Giuramento della Pallacorda:
Arrête que tous les membres de cette assemblée prêteront, à l'instant, serment solennel de ne jamais se séparer, et de se rassembler partout où les circonstances l'exigeront, jusqu'à ce que la Constitution du royaume soit établie et affermie sur des fondements solides, et que ledit serment étant prêté, tous les membres et chacun d'eux en particulier confirmeront, par leur signature, cette résolution inébranlable.
Lecture faite de l'arrêté, M. le Président a demandé pour lui et pour ses secrétaires à prêter le serment les premiers, ce qu'ils ont fait à l'instant ; ensuite l'assemblée a prêté le même serment entre les mains de son Président. Et aussitôt l'appel des Bailliages, Sénéchaussées, Provinces et Villes a été fait suivant l'ordre alphabétique, et chacun des membres * présents [en marge] en répondant à l'appel, s'est approché du Bureau et a signé.
[en marge] * M. le Président ayant rendu compte à l'assemblée que le Bureau de vérification avait été unanimement d'avis de l'admission provisoire de douze députés de S. Domingue, l'assemblée nationale a décidé que les dits députés seraient admis provisoirement, ce dont ils ont témoigné leur vive reconnaissance ; en conséquence ils ont prêté le serment, et ont été admis à signer le procès verbal l'arrêté.
Après les signatures données par les Députés, quelques uns de MM. les Députés, dont les titres ne sont pas [….] jugés, MM. les Suppléants se sont présentés, et ont demandé qu'il leur fût donc permis d'adhérer à l'arrêté pris par l'assemblée, et à apposer leur signature, ce qui leur ayant été accordé par l'assemblée, ils ont signé.
M. le Président a averti au nom de l'assemblée le comité concernant les subsistances de l'assemblée dès demain chez l'ancien des membres qui le composent. L'assemblée a arrêté que le procès verbal de ce jour sera imprimé par l'imprimeur de l'assemblée nationale.
La séance a été continuée à Lundi vingt-deux de ce mois en la salle et à l'heure ordinaires ; M. le Président et ses Secrétaires ont signé.»
Decreta che tutti i membri di questa assemblea prestino, immediatamente, giuramento solenne di non separarsi mai, e di riunirsi ovunque le circostanze lo richiederanno, fino a che la Costituzione del regno sia definita e affermata su solide basi, e prestato che sia il detto giuramento, tutti i membri e ciascuno di loro in particolare confermeranno, con la loro firma, questa risoluzione inamovibile.
Data lettura del decreto, il Sig. Presidente ha chiesto per lui e per i suoi segretari, di prestare giuramento per primi, cosa che essi hanno fatto subito; di seguito l'assemblea ha prestato giuramento nelle mani del suo Presidente. E subito è stato fatto l'appello dei Baliati, Siniscalcati, Province e Città seguendo l'ordine alfabetico e ciascuno dei membri presenti * [a margine] rispondendo all'appello si è avvicinato alla scrivania e ha firmato.
[a margine] * Avendo il Sig. Presidente reso conto all'assemblea che l'ufficio delle verifiche era stato all'unanimità dell'avviso di ammettere provvisoriamente dodici deputati di Santo Domingo, l'assemblea nazionale ha deciso che i detti deputati siano ammessi provvisoriamente, di cui essi hanno testimoniato la loro viva riconoscenza; di conseguenza essi hanno prestato il giuramento, e sono stati ammessi a firmare il processo verbale del decreto. 
Dopo le firme apposte dai Deputati, qualcuno dei Sigg. Deputati, i cui titoli non sono [...] giudicati, i Sigg. Supplenti si sono presentati, e hanno chiesto che fosse loro consentito di aderire al decreto adottato dall'assemblea, e ad apporre la loro firma, ciò che è stato loro accordato dall'assemblea, ed essi hanno firmato.
Il Sig. Presidente ha avvertito a nome dell'assemblea il comitato riguardante la sussistenza dell'assemblea dell'indomani presso l'anziano dei membri che lo compongono. L'assemblea ha decretato che il processo verbale di quel giorno verrà stampato dal tipografo dell'assemblea nazionale.
La seduta è stata aggiornata a Lunedì ventidue di questo mese nella sala e all'ora ordinarie; Il Sig. Presidente e i suoi segretari hanno firmato.»
(Processo verbale dell'Assemblea in cui è stato prestato il giuramento della Pallacorda)